# دبیدیبی
دبیدیبی یک منطقهٔ مسکونی در الجزایر است که در ناحیه الرباح واقع شده‌است. دبیدیبی ۸۶ متر بالاتر از سطح دریا واقع شده‌است.